# Rei Okada
Rei Okada (japanisch 岡田 玲; * 25. Januar 2002) ist ein japanischer Fußballspieler.

## Karriere
Okada spielte bis 2021 an der Nihon-Universität. Zur Saison 2021/22 wechselte er nach Deutschland zum sechstklassigen FC Basara Mainz. Für Basara spielte er 14 Mal in der Verbandsliga. Im Januar 2022 wechselte er zu Regionalligist TSV Schott Mainz. Für Schott kam er zu zehn Einsätzen in der Regionalliga Südwest, aus der die Mainzer aber abstiegen. Zur Saison 2022/23 wechselte Okada daraufhin zur Reserve von Bundesligist VfB Stuttgart. Für Stuttgart II absolvierte er neun Regionalligapartien, ehe er den VfB im Februar 2024 verließ.
Nach einem halben Jahr ohne Verein wechselte Okada zur Saison 2024/25 zum österreichischen Regionalligisten Favoritner AC. Für Favoriten absolvierte er 26 Spiele in der Ostliga. Im August 2025 schloss er sich Zweitligist SK Austria Klagenfurt an. Sein Profidebüt in der 2. Liga gab er im selben Monat, als er am zweiten Spieltag der Saison 2025/26 gegen die Young Violets Austria Wien in der Startelf stand.